# Friedrich Giesebrecht (Theologe, 1852)
Friedrich Giesebrecht (* 30. Juli 1852 in Kontopp; † 21. August 1910 in Stettin) war ein deutscher evangelischer Theologe.
Nach dem frühen Tod des Vaters kam Giesebrecht mit seiner Mutter nach Halle (Saale) zum Studium am Pädagogium der „Franckeschen Stiftungen“. Er studierte von 1869 bis 1873 in Halle und Erlangen Theologie und semitische Philologie. Dabei wurde er durch Johann Christian Konrad von Hofmann und Martin Kähler stark beeinflusst. Er war Mitglied des Hallenser und Erlanger Wingolf.
Ab 1876 war er Adjunkt am Domkandidatenstift in Berlin. 1879 wurde er Privatdozent und 1883 außerordentlicher Professor für Altes Testament, 1895 dann ordentlicher Honorarprofessor in Greifswald. Hier trat er in nahe persönliche und wissenschaftliche Beziehungen zu Julius Wellhausen.
Von 1898 bis 1908 war Giesebrecht ordentlicher Professor an der Albertus-Universität Königsberg.

## Schriften (Auswahl)
- Beiträge zur Jesaiakritik, Göttingen 1890
- Das Buch Jeremia, Göttingen 1894
- Die Berufsbegabung der alttestamentlichen Propheten, Göttingen 1897
- Die Geschichtlichkeit des Sinaibundes, Königsberg 1900
- Die alttestamentliche Schätzung des Gottesnamens und ihre religionsgeschichtliche Grundlage, Königsberg 1901
- Der Knecht Jahves des Deuterojesaia, Königsberg 1902
- Die Grundzüge der israelitischen Religionsgeschichte, Leipzig 1908